# József Kauser
Jozsef Kauser (Budapest, 7 maggio 1848 – Budapest, 25 luglio 1919) è stato un architetto ungherese.
Le sue opere sono ispirate al neorinascimento francese e tedesco e al neo-romanico. È noto per aver concluso il progetto architettonico della Basilica di Santo Stefano a Budapest.

## Biografia
Nacque in una famigli di scalpellini e architetti che dall'Alsazia si era trasferita in Ungheria agli inizi del XVIII secolo. Nel 1865 iniziò a studiare architettura all'Università di Tecnologia e di Economia di Budapest e tra il 1866 e il 1867 studiò al Politecnico di Zurigo. Nel 1868 studiò all'École nationale supérieure des beaux-arts di Parigi e nel 1870 iniziò a lavorare nello studio di Charles-Jean Laisné. Durante la guerra franco-prussiana si recò a Vienna, dove studiò con Theophil Hansen, direttore della scuola speciale di architettura dell'Accademia di belle arti di Vienna. Tornato a Parigi, continuò i suoi studi fino al 1873 e ricevette diversi riconoscimenti.
Nel 1874 tornò a Budapest, dove inizialmente lavorò nell'ufficio di suo fratello János Kauser.
Alla morte di Miklós Ybl sopraggiunta nel 1891, gli fu affidata la direzione dei lavori della Basilica di Santo Stefano di Budapest.